# ABBA Live
ABBA Live je album uživo švedskog sastava ABBA. Zanimljivo je da je to njihov prvi album uživo, a objavljen četiri godine nakon raspada sastava. Većina pjesama je snimljena na njihovu koncertu u Wembley Areni u Londonu u studenom 1973., a manji dio je snimljen na turneji u Australiji u ožujku 1977., te u TV emisiji  "Dick Cavett Meets ABBA" u travnju 1981.

## Popis pjesama
- Strana A

1. "Dancing Queen" – 3:42
2. "Take A Chance On Me" – 4:22
3. "I Have a Dream" – 4:23
4. "Does Your Mother Know" – 4:09
5. "Chiquitita" – 5:21

- Strana B

1. "Thank You For The Music" – 3:40
2. "Two For The Price Of One" – 3:31
3. "Fernando" – 5:22
4. "Gimme! Gimme! Gimme! (A Man After Midnight)" – 3:17
5. "Super Trouper" – 4:23
6. "Waterloo" – 3:34